# Patois
Un patois (en francés, pronunciado [patwa]) es una variedad lingüística esencialmente oral, hablada en un ámbito geográfico limitado, que puede reducirse a una localidad o a un conjunto de localidades, generalmente rurales. Es un sistema lingüístico reducido, sin estatus cultural o social estable, que depende de un dialecto del que se distingue por numerosos rasgos fonológicos, morfosintácticos y lexicales.

## Descripción
La jerarquización entre lenguas, dialectos y patois corresponde más a la sociolingüística que a la lingüística descriptiva, dado que cualquier variedad lingüística, cualquier patois, es un sistema lingüístico en sí, y por lo tanto una lengua, sin que por ello dos patois vecinos constituyan dos lenguas distintas. Los dialectólogos prefieren llamar «dialecto» a las variedades geográficas de un conjunto más extendido al que llaman «lengua», pudiendo cada dialecto dividirse a su vez en subvariedades.
Estos patois son descendientes directos de variedades romances diferentes del francés estándar. El estatus del francés estándar como símbolo de la unidad de Francia, junto con la extensión de la alfabetización a través de la educación pública desde finales del siglo XIX, que solo se lleva a cabo en francés estándar, llevaron a una falta de prestigio de los diferentes patois regionales, que fueron relegados y progresivamente abandonados por la presión de la escolarización y del uso oficial que los descartaba. Debido a la situación de diglosia del patois respecto al francés estándar, el patois tenía un uso restringido reservado a las situaciones familiares y más informales, por lo que en la esfera pública carecían de estatus cultural o social. A finales del siglo XIX estas variedades se usaban ampliamente en Francia, y en la década de 1930 se estima que, tanto en lenguas de oíl como en lenguas de oc, Francia contaba unos 150 patois que tenían cada uno su propia «literatura», compuesta de poesías, sobre todo canciones, y que a veces aparecía en artículos o en crónicas de periódicos locales.
Lingüísticamente, sin embargo, los patois provienen de variedades romances que en algún momento tuvieron la misma consideración que el francés parisino (en el que se basaría el francés estándar por razones puramente políticas). Los patois fueron sistemas lingüísticos estables, caracterizados por isoglosas fonológicas, morfosintácticas y léxicas claramente delimitadas.[cita requerida] Aunque en su última fase como lenguas amenazadas muchos patois exhibían los síntomas de una lengua que está siendo abandonada: simplificación morfológica, pérdida de léxico, etc.
Etimológicamente, patois procedería del verbo del francés antiguo «patoyer», y ese a su vez de patte (pata), que significaba «hablar con las manos» o «gesticular para hacerse entender». Tradicionalmente, solía poseer una connotación claramente despectiva hacia las variedades lingüísticas de Francia, y se usaba para definir un habla poco inteligible, hasta grosera y vulgar. En la Encyclopédie de 1778, cuando el francés de París se erigió como modelo literario, se define el término patois como «el lenguaje corrompido como el que se habla en casi todas las provincias [...] No se habla la lengua más que en la capital» (Apud Certeau et alii, 1975:51).
Así mismo, en el norte de los Alpes y en regiones alrededor de la ciudad de Lyon, así como en valles de Italia (valle de Aosta y 8 valles del Piamonte) y Suiza (Suiza romanda), se entiende localmente por patois una serie de dialectos regionales del francoprovenzal o arpitano.
De este modo el término patois se ha utilizado para las lenguas de las Antillas basadas en una combinación de vocablos de muy distinto origen (francés, inglés, hindi, entre otros) con una gramática particular pero que son de uso habitual y extendido por la mayoría de la población local, más que las lenguas "oficiales" de cada país como sucede en Haití o Jamaica. En España existe la denominación "patués", derivada del francés "patois", para hacer referencia, generalmente de manera despectiva, al idioma aragonés, concretamente en su dialecto benasqués.